# Salomon Smolianoff
Salomon Smolianoff, später Sali Smolianoff Sporoschinskaja (geb. 26. März 1897 in Krementschuk, Ukraine; gest. 14. November 1976 in Porto Alegre, Brasilien) war ein russischer Künstler, Fälscher und Holocaust-Überlebender, der als jüdischer Häftling eine wichtige Rolle im Rahmen der Aktion Bernhard im Konzentrationslager Sachsenhausen spielte. Unter dem Namen Salomon „Salli“ Sorowitsch wird das Schicksal Salomon Smolianoffs in dem Film Die Fälscher dargestellt. Die Handlung des Films beruht auf den Erinnerungen Adolf Burgers. Im Februar 2008 gewann der Film den Oscar in der Kategorie Bester fremdsprachiger Film.

## Leben
Salomon Smolianoff wurde als Sohn von Isabel Sporoschinskaja und Isaack Smolianoff in eine jüdische Familie in Krementschuk geboren. Er studierte Kunst in Russland, musste aber 1922 das Land verlassen, weil seine Eltern in der Russischen Revolution auf der falschen Seite gestanden hatten. Smolianoff reiste durch Europa und versuchte schließlich in Berlin Fuß zu fassen. Als er in Berlin auf einen professionellen Fälscher traf, beschloss er selber Fälscher zu werden und begann britische Pfundnoten nachzuahmen, da er von seinen Einnahmen als Künstler nur schwer leben konnte. 1936 wurde er verhaftet und zu vier Jahren Zuchthaus verurteilt, nach deren Verbüßung er in das Konzentrationslager Mauthausen kam. Dort machte er sich für die Waffen-SS nützlich, indem er Porträts und Gemälde malte. Im Jahr 1944 wurde er im Rahmen der Aktion Bernhard in das Konzentrationslager Sachsenhausen verlegt. Die Aktion Bernhard gilt als größte Geldfälschungsaktion der Geschichte, mit welcher die Nazis versuchten, den britischen Geldmarkt mit Falschgeld zu überfluten und so die Wirtschaft zum Zusammenbruch zu bringen.
Smolianoff emigrierte nach dem Ende des Zweiten Weltkriegs nach Uruguay, wo er jedoch schon bald polizeilich gesucht wurde. Er emigrierte daraufhin in den 1950er-Jahren nach Brasilien, wo er bis zum Ende seines Lebens blieb. Smolianoff starb im Jahr 1976 in Porto Alegre.